# Villa Bikupan

Villa Bikupan är en byggnad vid Saltsjövägen 5 (tidigare Ringvägen) i Saltsjöbaden, Nacka kommun. Villan uppfördes 1892 som sommarnöje för bankdirektören och konstsamlaren Ernest Thiel efter ritningar av arkitekt Erik Josephson. Villan är idag en av Saltsjöbadens äldst bevarade och sedan 1987 lagskyddad som byggnadsminne.

## Bakgrund

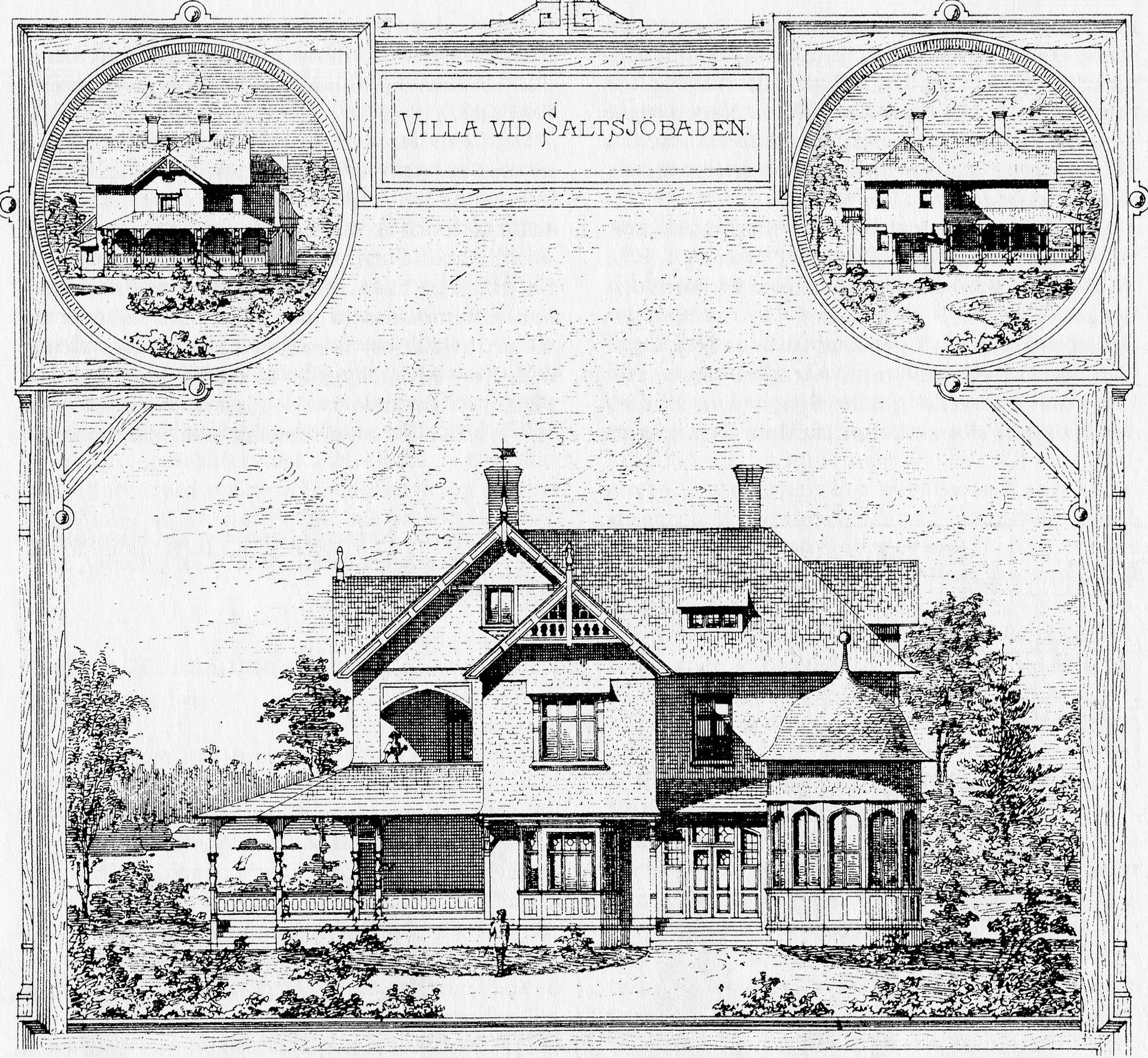
Hjalmar Kumliens fasadillustration, 1894.

På Sjöudden, en hög udde med vidsträckt utsikt över Baggensfjärden, köpte bröderna Ernest och Arthur Thiel ett markområde för att låta uppföra två exklusiva sommarvillor som idag kallas Bikupan respektive Ackevillan. Till arkitekt anlitade bröderna Erik Josephson som gav villorna ett snarlikt utseende. Ungefär samtidigt ritade Josephsson även närbelägna Grand Hotel Saltsjöbaden. På Sjöudden anlades också stall, tvättstuga, brygga och växthus. År 1882 flyttade bröderna Thiel in sina villor och området döptes av dem till ”Vårgård” (se Vår Gård). Ackevillan fick sitt namn efter de stora målningarna i matsalen, utförda av konstnären J.A.G. Acke. Den villan revs 1972 medan Bikupan finns kvar.

## Bikupan

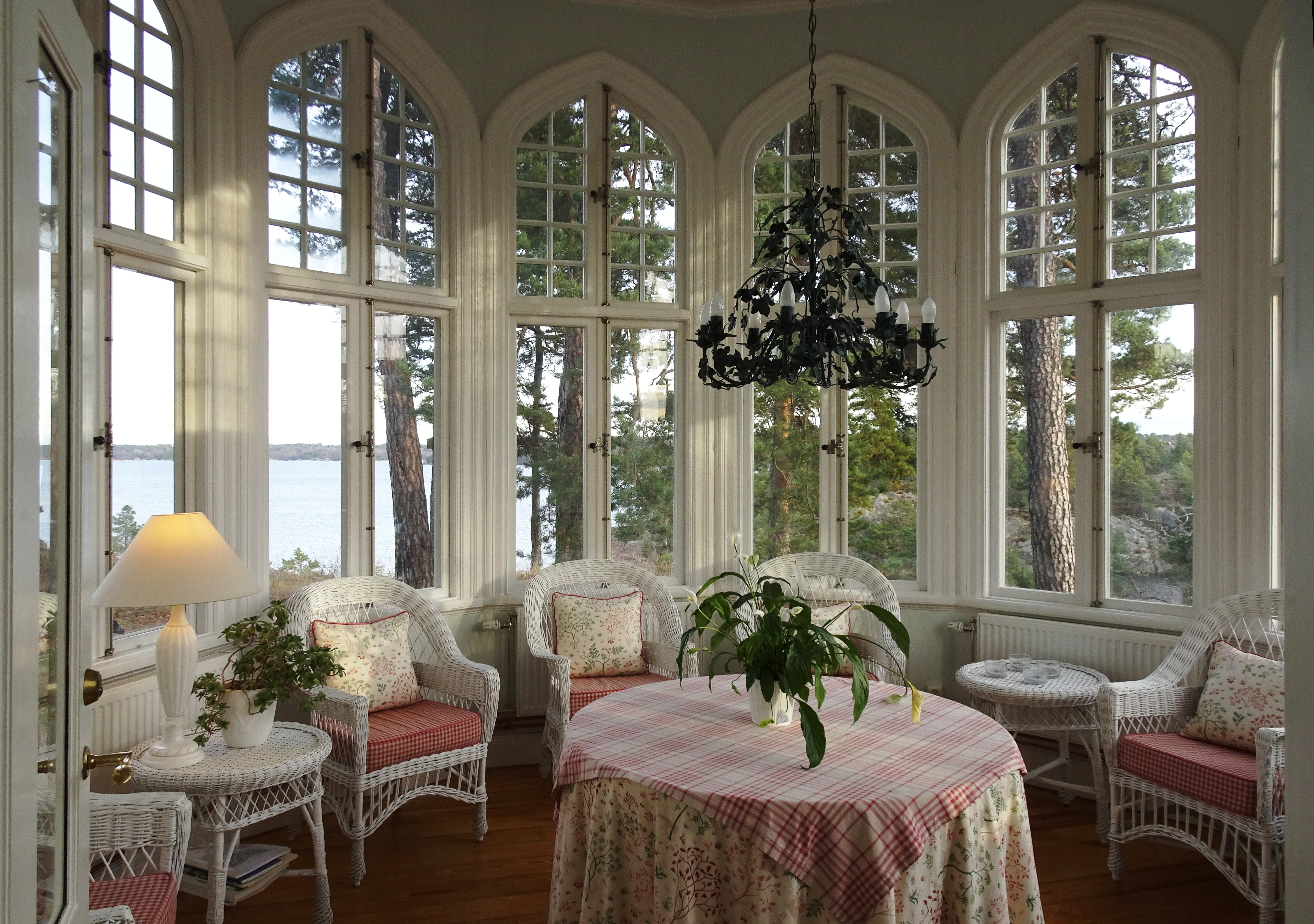
Verandans interiör, fotograferad 2015

Ernest Thiels villa byggdes strax norr om broderns. Husets fasader var inspirerade efter amerikanska förebilder och den amerikansk arkitekturstil som kallas stick style, men kom inte att utformas riktigt i enlighet med den fasadillustration som publicerades i Hjalmar Kumliens Svenska herrgårdar och villor 1894.
Villan är av trä och har två våningar. Planlösningen är oregelbunden vilket även återspeglar sig i olika volymer under höga sadeltak med varierande höjd. I sydväst märks en stor, runt husknuten gående veranda och på motsatta sidan finns en mångkantig kupoltäckt hörnpaviljong.
Mot söder dominerar ett högt trapptorn, vars fasad gestaltades som ett burspråk i korsvirke. Hörnpaviljongen och fasaderna i övre våningsplanet är klädda med brunfärgad spån medan övriga fasader är putsade och avfärgade i vit kulör. Accenter sätts av räcken och pelare för balkonger och verandor som målades i lysande rödockra kulör.
Interiört valde Josephson att gestalta några rum i rokoko. Den välbevarade salongen dekorerades med väggmålningar av Oscar Björck.

## Villans historia

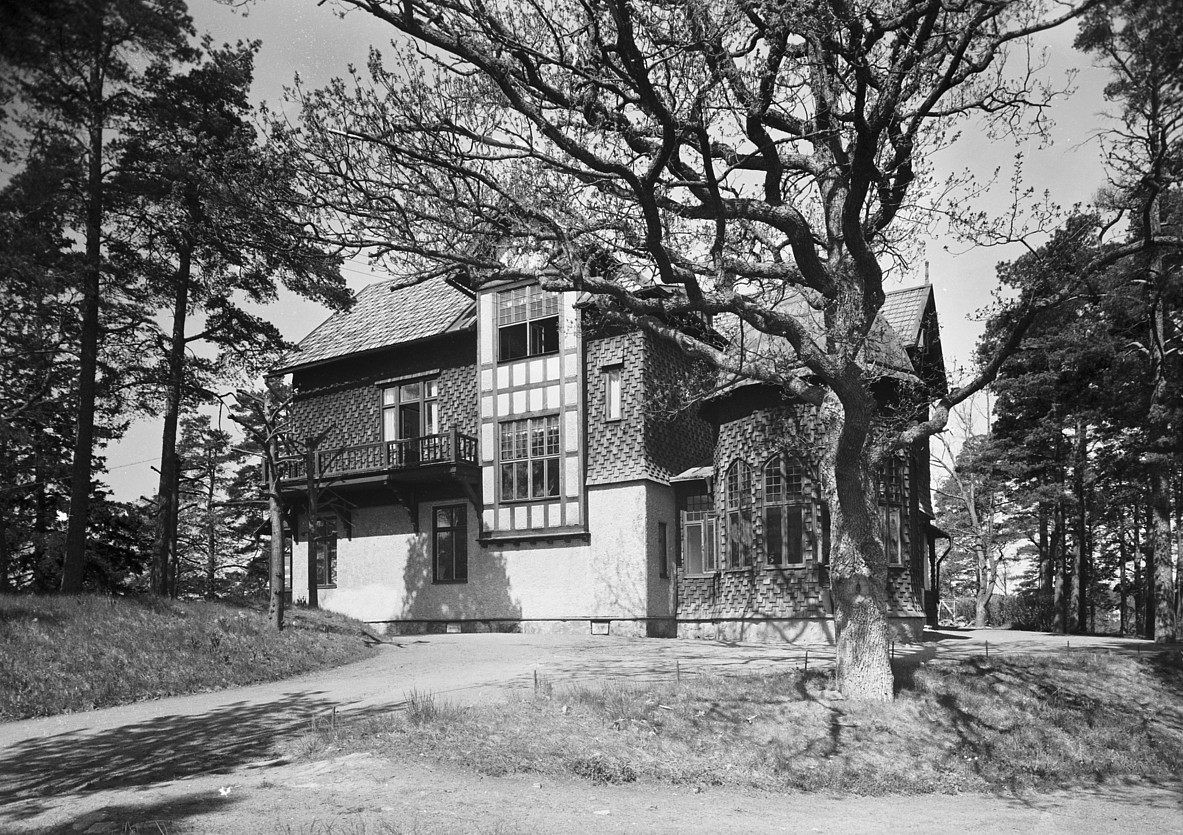
Villa Bikupan på 1950-talet.

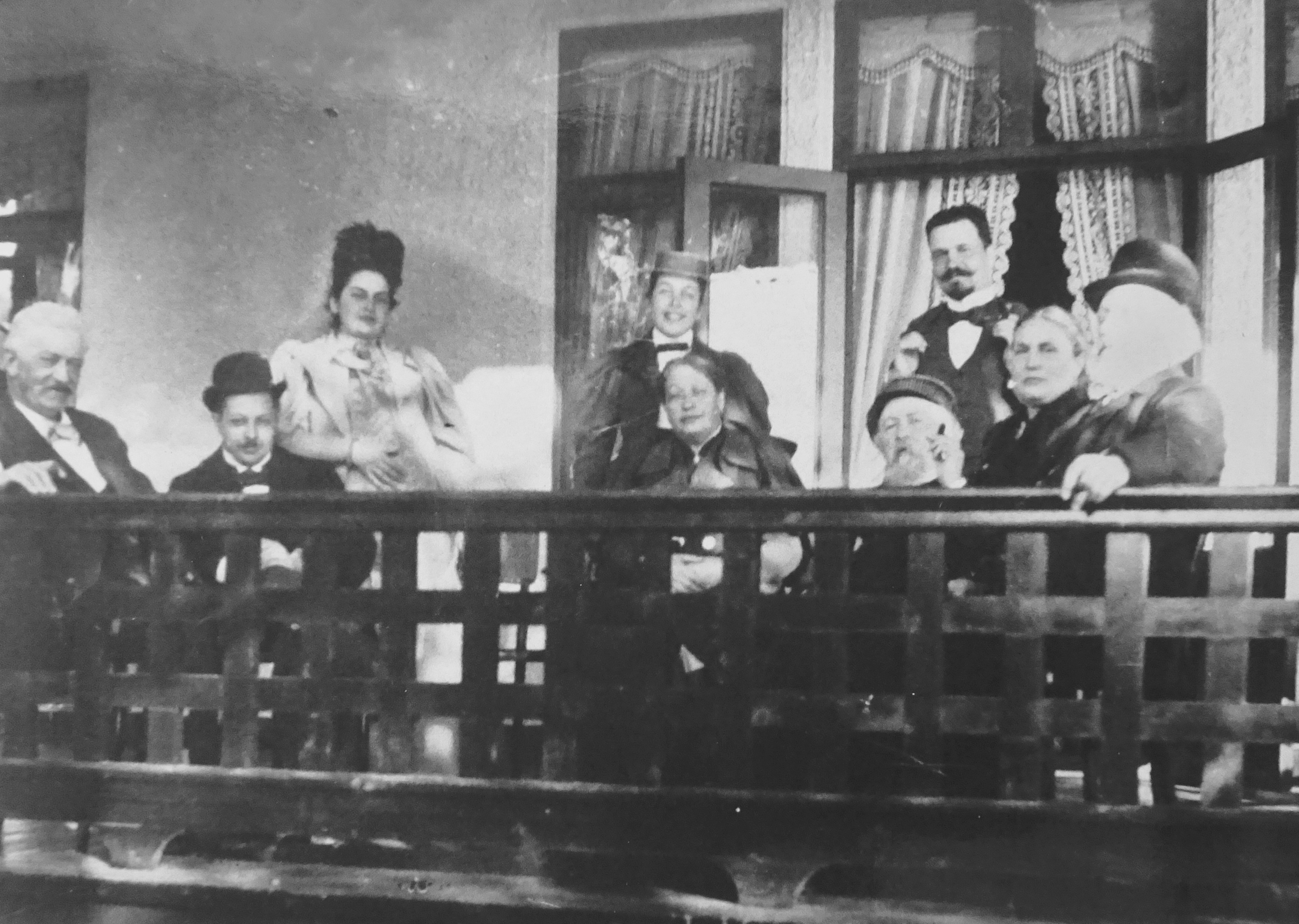
Familjen Thiel med vänner fotograferad i villan på 1890-talet.

I Vårgård tillbringade familjen Ernest Thiel sina somrar mellan 1882 och 1897. År 1897 upplöstes Thiels äktenskap med en skandalomsusad skilsmässa och villan på Sjöudden förlorade betydelse som familjens sommarresidens. Därefter disponerades Bikupan av affärsmannen Josef Sachs och efter honom av professorn Carl Heuman. Thiel kvarstod som ägare fram till 1909 då han sålde huset till sin bror Arthur, samtidigt som han förvärvade ön Fjärdlång i Stockholms skärgård.
År 1924 köpte Kooperativa förbundet Sjöudden, inklusive de båda villorna som gjordes om till skola och kursgård. Samtidigt ändrades områdets namn från "Vårgård" till "Vår Gård". I Bikupan inrättades 1926 en Konsum-övningsbutik vilket lär vara den första i sitt slag. År 1972 revs Ackevillan och ett radhusområde med 27 personalbostäder uppfördes på dess plats. Bikupan renoverades 1985 och byggdes om till fem bostadsrättslägenheter.

## Bilder

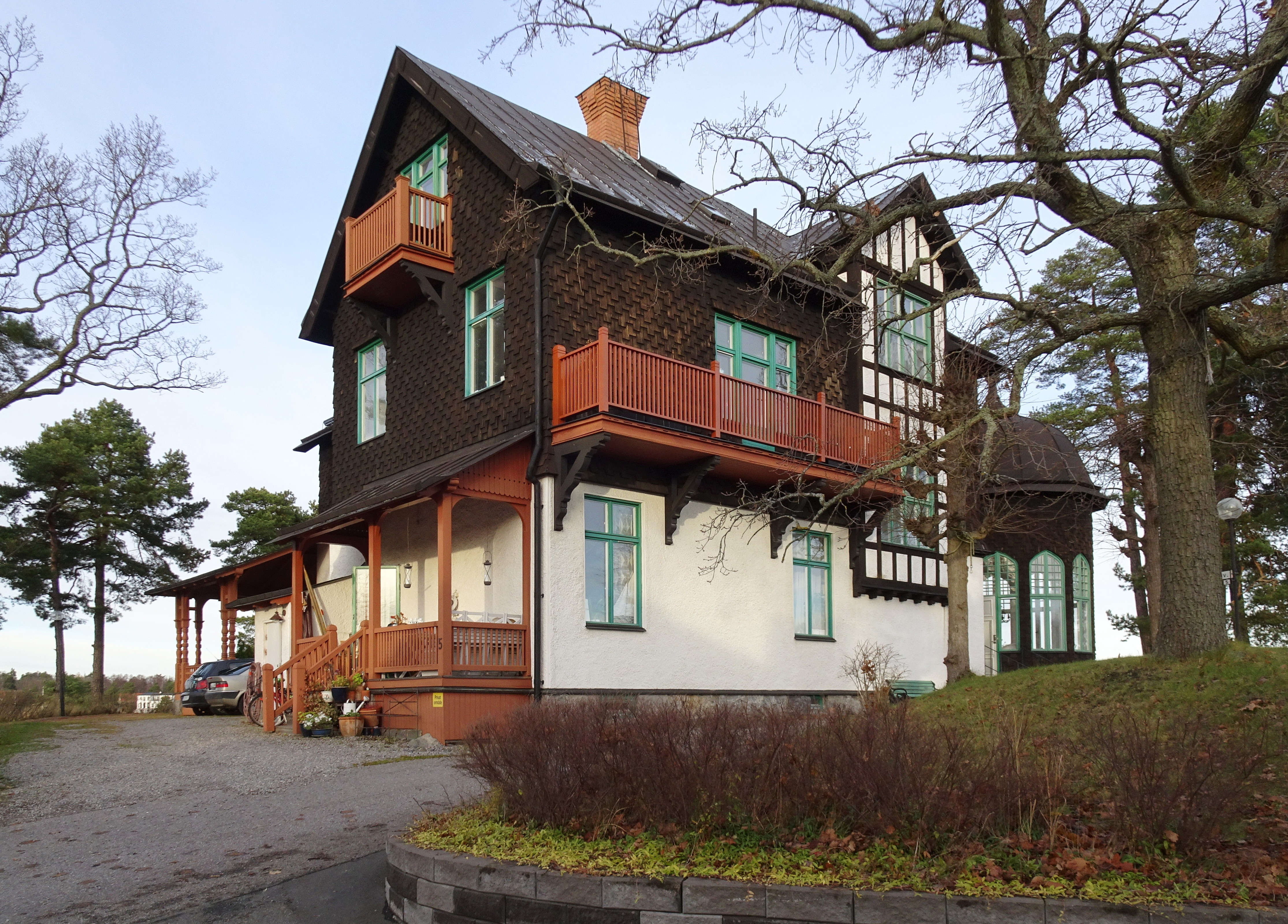
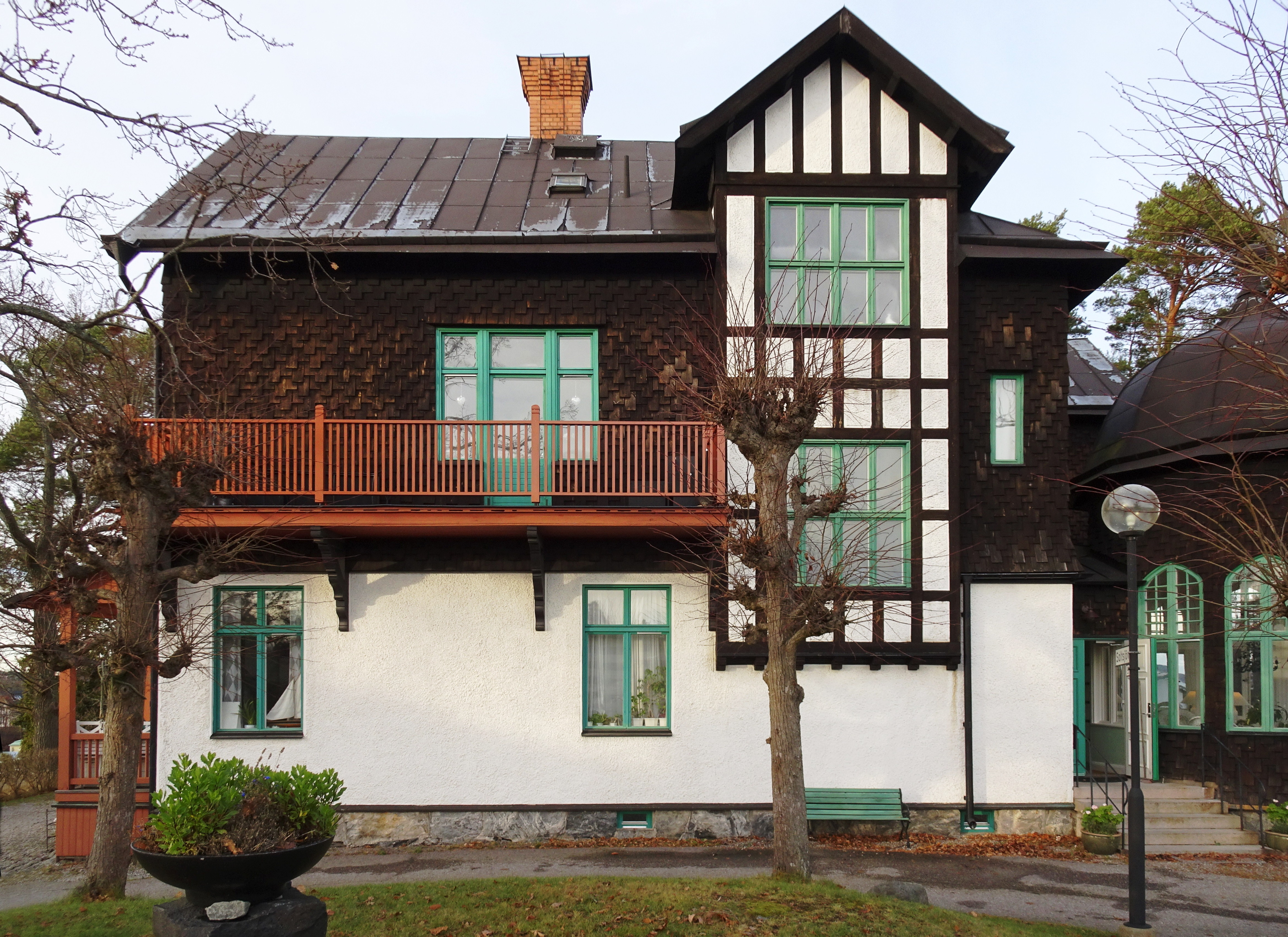
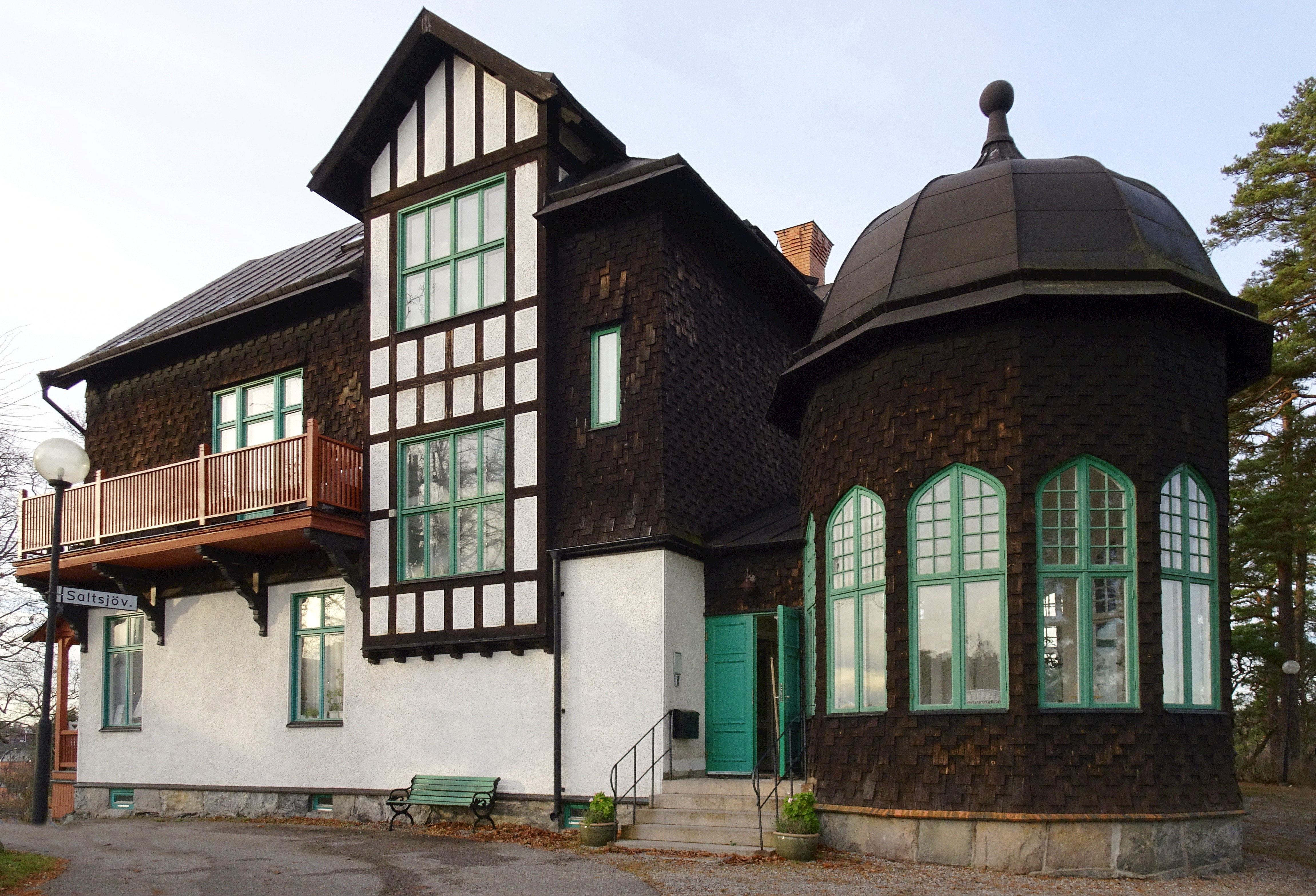
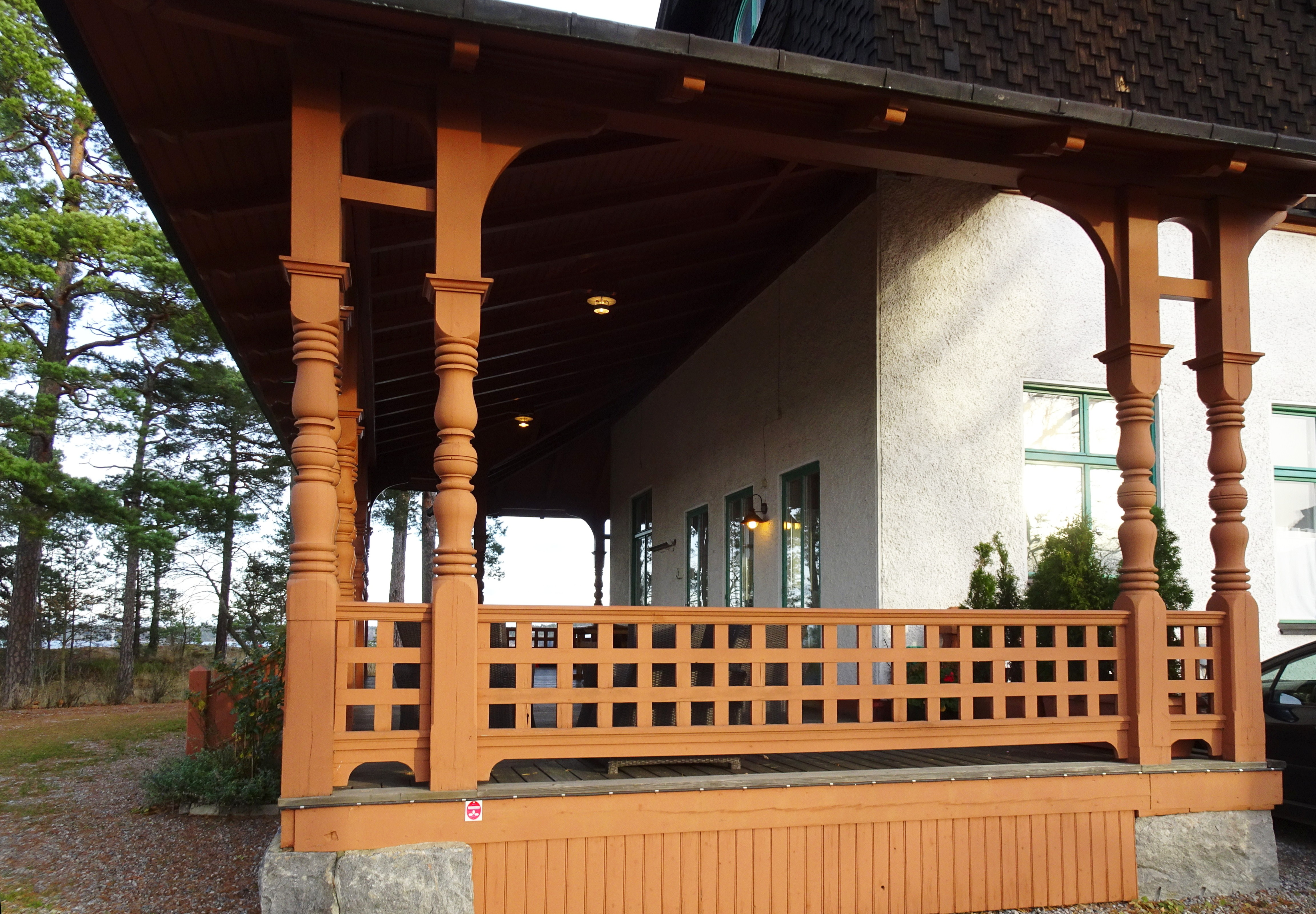